# Cantonul Aigueperse
Cantonul Aigueperse este un canton din arondismentul Riom, departamentul Puy-de-Dôme, regiunea Auvergne, Franța.

## Comune
- Aigueperse (reședință)
- Artonne
- Aubiat
- Bussières-et-Pruns
- Chaptuzat
- Effiat
- Montpensier
- Saint-Agoulin
- Saint-Genès-du-Retz
- Sardon
- Thuret
- Vensat